# ازدواج شماره ۱
ازدواج شماره ۱ (به هندی: Shaadi No. 1) فیلمی محصول سال ۲۰۰۵ و به کارگردانی دیوید دهاوان است. در این فیلم بازیگرانی همچون سانجی دات، فردین خان، زاید خان، شارمان جوشی، آیشا تاکیا، ایشا دئول، سوها علی خان، ریا سن، آرتی چهابریا، سوفی چوداری، ساتیش شاه، راجپال یاداو، سورش منون ایفای نقش کرده‌اند.
خلاصه: 
سه دوست که از بیکاری خسته شده اند تصمیم به خودکشی میگرند اما اتفاقی یک شخص را از خودکشی نجات میدهند که باعث تغییرات بزرگی در زندگیشان از جمله پیدا کردن کار و ... می شود•